# Cartoonito (America Latina)
Cartoonito (precedentemente Boomerang) è un canale televisivo edito da Warner Bros. Discovery International visibile 24 ore su 24 via cavo. 
Nato il 2 luglio 2001, è la versione latinoamericana del marchio multinazionale; trasmette programmi rivolti ai bambini di età compresa tra 2 e 6 anni. Prima del 1° dicembre 2021 il canale si chiamava Boomerang.

## Storia

### Lancio di Boomerang (2001-06)
Boomerang è stato lanciato il 2 luglio 2001 con la stessa grafica e programmazione della variante statunitense del canale. Trasmetteva i classici cartoni animati della Hanna-Barbera che erano stati eliminati dalla variante latinoamericana di Cartoon Network all'epoca.

### Nuova programmazione rivolta ai bambini bambini (2006-07)
Il 3 aprile 2006, Boomerang è stato rilanciato come una rete di intrattenimento per bambini generica, introducendo un logo e uno stile di branding in onda identico a quello di Pogo TV, un canale per bambini di proprietà di Turner in India. I cartoni animati classici sono stati spostati nelle ore notturne e nelle prime ore del mattino, mentre la programmazione diurna ha iniziato a presentare serie in  live-action e animate.

### Nuova programmazione rivolta agli adolescenti (2008-14)

Logo di Tooncast

Nel gennaio 2008 (giugno 2008 in America Latina) nei feed brasiliani e messicani, il canale ha modificato il suo logo e rilanciato di nuovo una nuova programmazione, trasmettendo ora solo spettacoli originali e prodotti da terze parti rivolti agli adolescenti. Tutta l'animazione classica è stata spostata su Tooncast, un canale separato di 24 ore lanciato a dicembre di quell'anno. Il canale ha trasmesso alcuni blocchi di successo, come Boombox, che consisteva in interviste con diversi artisti e presentava concerti dal vivo in America Latina, negli Stati Uniti d'America e, in seguito, anche nel Regno Unito. Il 1° aprile 2009 il canale ha lanciato il suo sito web. Al di fuori dell'America Latina, il canale è un membro associato della Caribbean Cable Cooperative. A metà del 2010, il logo del canale è stato leggermente modificato. A maggio 2011 il canale era diventato l'unico canale Boomerang al mondo a non trasmettere alcun contenuto animato.

### Rilancio come canale per bambini e famiglie (2014-21)
Il 1° aprile 2014, la programmazione dei cartoni animati è tornata nel palinsesto diurno. Successivamente è stato confermato che il canale sarebbe stato il primo canale mondiale ad usare il nuovo logo, cosa accaduta poi il 28 settembre di quell'anno.

### Il rilancio come Cartoonito (2021-)
Nell'ottobre 2021, è stato annunciato da Sky Brasil che Boomerang sarebbe stato sostituito da Cartoonito il 1º dicembre successivo. Poco dopo, il servizio televisivo a pagamento argentino Telered ha annunciato la sostituzione per il resto dell'America Latina nella stessa data.

## Palinsesto
- La banda di Monica (serie animata)
- Batwheels
- Blippi
- Bugs Bunny costruzioni
- La casa delle bambole di Gabby
- Cleo & Cuquin
- Cocomelon
- Grizzy e i lemming - Pelosi e dispettosi
- Hey Duggee
- La Granja de Zenón
- Lu & The Bally Bunch
- Lucas the Spider
- Masha e Orso
- Masha's Tales
- Mecha Builders
- Mundo Bita
- Mundo Bita: Imagine-se
- Mico e i FuFunghi
- My Magic Pet Morphle
- Odo
- Oddbods
- Pocoyo (st. 4)
- Sesamo apriti
- Scooby-Doo and Guess Who?
- The Tom & Jerry Show (serie animata 2014)
- Tom & Jerry a New York
- Il trenino Thomas - Grandi avventure insieme
- WeeBoom

## Loghi

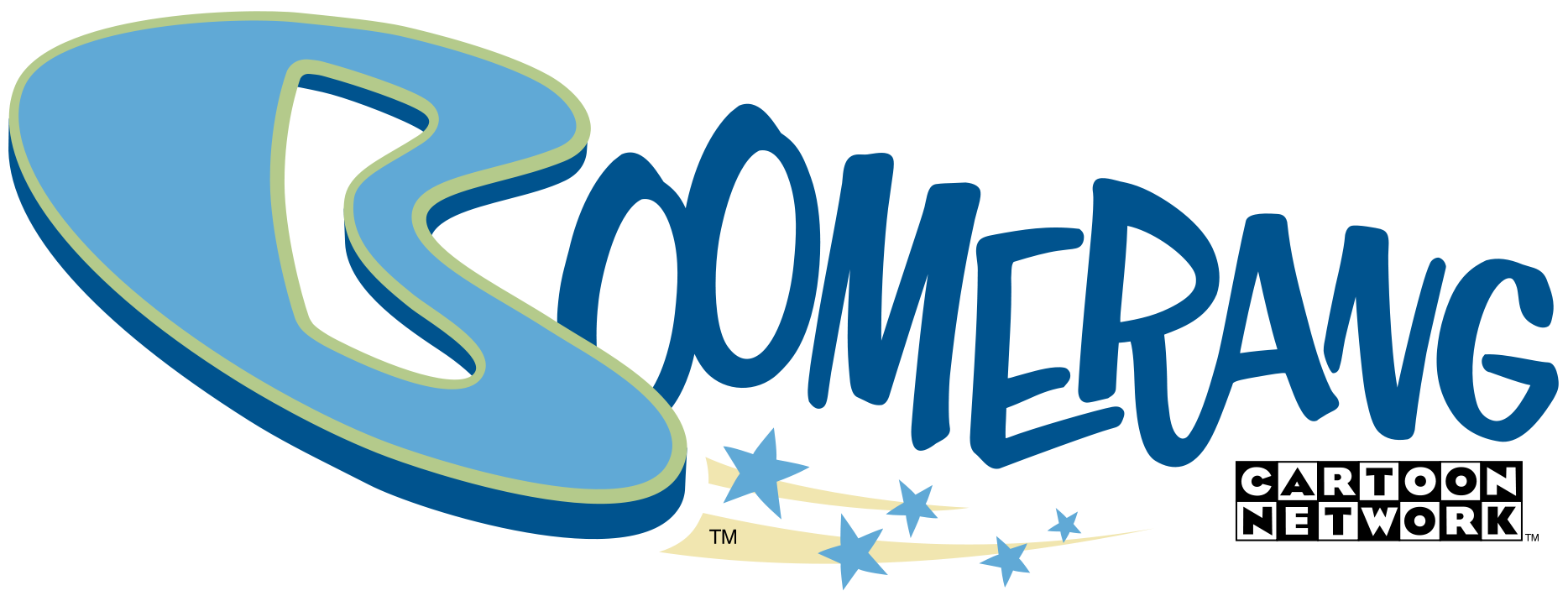
2001 - 2006
2006 - 2008
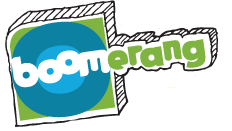
2008 - 2010
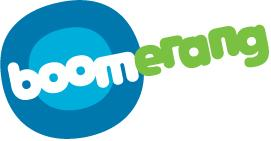
2010 - 2014
2014 - 2021
Dal 2021